# Ilaria Gaspari
Ilaria Gaspari née à Milan en 1986 est une philosophe féministe italienne.

## Biographie
Ilaria Gaspari étudie la philosophie à l’École normale supérieure de Pise. En 2012, elle poursuit ses études à l’Université Panthéon-Sorbonne pour une thèse dirigée par Chantal Jaquet, sur l’étude des passions au XVIe siècle. En septembre 2015, elle publie son premier roman Etica dell’acquario, traduit en français en 2017.  
En 2020, elle publie Leçons de bonheur.

## Publications
- L'éthique de l'aquarium [« L'etica dell'acquario »]  (trad. de l'italien), 2017
- Leçons de bonheur, 2020 (ISBN 978-2130824534)
- Vita segreta delle emozioni, 2021
- Petit manuel philosophique à l'intention des grands émotifs, 2022
- La reputazione, 2024 (ISBN 9788823533691)